# Thermosphaeroma dugesi
Thermosphaeroma dugesi é uma espécie de crustáceo da família Sphaeromatidae.
É endémica do México.